# 1000 mijl van Sebring
De 1000 mijl van Sebring is een race uit het FIA World Endurance Championship. De race vindt plaats op de Sebring International Raceway. De eerste editie vond in 2019 plaats.

## Geschiedenis
De 1000 mijl van Sebring is niet de eerste WEC-race die op de Sebring International Raceway plaatsvond. In 2012 was de 12 uur van Sebring al onderdeel van de kalender van het kampioenschap. Destijds deelden de coureurs uit het WEC het circuit met de deelnemers uit de American Le Mans Series; de twee races vonden tegelijkertijd plaats. Elke inschrijving kwam echter voor slechts een van beide kampioenschappen in aanmerking voor punten.
Op 1 september 2017 maakten de FIA en de ACO de WEC-kalender van het seizoen 2018-2019 bekend. Dit was de eerste keer in de geschiedenis van het kampioenschap dat een seizoen over twee kalenderjaren plaats zou vinden. Op de kalender stond een 12-uursrace op de Sebring International Raceway gepland, die op de dag na de 12 uur van Sebring zou worden verreden. Enkele weken later werd de naam van de race veranderd naar de 1500 mijl van Sebring om verwarring tussen de twee evenementen te voorkomen. Op 4 april 2018 werd aangekondigd dat de race zou worden ingekort naar 1000 mijl (268 ronden) met een tijdslimiet van acht uur. Ook werd bekend dat de race op 15 maart 2019 plaats zou vinden. In plaats van de dag na de 12 uur van Sebring, was dit de dag voor deze race.
In 2020 werd de 1000 mijl van Sebring afgelast vanwege reisbeperkingen rondom de coronapandemie. De race zou een paar uur eerder op de dag plaatsvinden, zodat het circuitpersoneel en de coureurs die ook deelnamen aan de 12 uur van Sebring langer de tijd zouden hebben om zich voor te bereiden op de tweede race op het circuit. Op 11 maart 2020, negen dagen voordat de 1000 mijl van Sebring plaats zou vinden, werden er door de Amerikaanse overheid beperkingen opgelegd voor niet-Amerikanen die naar de Verenigde Staten zouden reizen. Aangezien het WEC-personeel zich op dat moment nog buiten het land bevond, kondigde het WEC een dag later aan dat de race niet door zou gaan. Ook in 2021 werd de race afgelast vanwege de nog geldende reisbeperkingen.
In 2022 keerde de 1000 mijl van Sebring terug op de kalender, maar een jaar later werd deze al voor de laatste keer gehouden. Vanaf het seizoen 2024 zou de Amerikaanse ronde van het WEC plaatsvinden op het Circuit of the Americas, dat voor het eerst sinds 2020 gastheer zou worden van de Lone Star Le Mans.

## Winnaars
| Jaar | Winnaars                                         | Team                               | Auto                               | Ronden                             | Afstand                            | Verslag                            |                                    |
| ---- | ------------------------------------------------ | ---------------------------------- | ---------------------------------- | ---------------------------------- | ---------------------------------- | ---------------------------------- | ---------------------------------- |
| 2019 | Sébastien Buemi Fernando Alonso Kazuki Nakajima  | Toyota Gazoo Racing                | Toyota TS050 Hybrid                | 253                                | 1522,807 km                        | Verslag                            |                                    |
| 2020 | Afgelast vanwege de coronapandemie               | Afgelast vanwege de coronapandemie | Afgelast vanwege de coronapandemie | Afgelast vanwege de coronapandemie | Afgelast vanwege de coronapandemie | Afgelast vanwege de coronapandemie | Afgelast vanwege de coronapandemie |
| 2021 | Afgelast vanwege de coronapandemie               | Afgelast vanwege de coronapandemie | Afgelast vanwege de coronapandemie | Afgelast vanwege de coronapandemie | Afgelast vanwege de coronapandemie | Afgelast vanwege de coronapandemie | Afgelast vanwege de coronapandemie |
| 2022 | André Negrão Nicolas Lapierre Matthieu Vaxivière | Alpine Elf Team                    | Alpine A480                        | 194                                | 1167,67 km                         | Verslag                            |                                    |
| 2023 | Mike Conway Kamui Kobayashi José María López     | Toyota Gazoo Racing                | Toyota GR010 Hybrid                | 239                                | 1437,53 km                         | Verslag                            |                                    |